# Voleibol nos Jogos Olímpicos de Verão de 1996 - Masculino
O torneio masculino de voleibol nos Jogos Olímpicos de Verão de 1996 foi realizado no Omni Coliseum e no Stegeman Coliseum, Atlanta, entre 21 de julho e 4 de agosto e organizado pela Federação Internacional de Voleibol (FIVB) em conjunto com o Comitê Olímpico Internacional (COI).

## Medalhistas
Os Países Baixos foram campeões olímpicos de voleibol, derrotando a Itália na final. A Iugoslávia ganhou o bronze frente à Rússia.
|  | NED Países Baixos |  | ITA Itália |  | YUG Iugoslávia |
|  | Misha Latuhihin Henk-Jan Held Brecht Rodenburg Guido Görtzen Richard Schuil Ron Zwerver Bas van de Goor Jan Posthuma Olof van der Meulen Peter Blangé Rob Grabert Mike van de Goor |  | Andrea Gardini Marco Meoni Pasquale Gravina Paolo Tofoli Samuele Papi Andrea Sartoretti Marco Bracci Lorenzo Bernardi Luca Cantagalli Andrea Zorzi Andrea Giani Vigor Bovolenta |  | Đorđe Ðurić Žarko Petrović Vladimir Batez Željko Tanasković Dejan Brđović Đula Mešter Slobodan Kovač Nikola Grbić Vladimir Grbić Rajko Jokanović Goran Vujević Andrija Gerić |

## Qualificação
| Torneio de qualificação           | Data                                 | Sede          | Vagas | Qualificados   |  |
| --------------------------------- | ------------------------------------ | ------------- | ----- | -------------- |  |
| País-sede                         | 18 de setembro de 1990               | Tóquio        | 1     | Estados Unidos |  |
| Copa do Mundo de 1995             | 18 de novembro–2 de dezembro de 1995 | Japão         | 3     | Itália         |  |
| Copa do Mundo de 1995             | 18 de novembro–2 de dezembro de 1995 | Japão         | 3     | Países Baixos  |  |
| Copa do Mundo de 1995             | 18 de novembro–2 de dezembro de 1995 | Japão         | 3     | Brasil         |  |
| Pré-Olímpico da América do Sul    | 12–14 de abril de 1996               | Buenos Aires  | 1     | Argentina      |  |
| Pré-Olímpico da América do Norte  | 14–16 de abril de 1996               | Calgary       | 1     | Cuba           |  |
| Pré-Olímpico da África            | 29–31 de março de 1996               | Rabat         | 1     | Tunísia        |  |
| Pré-Olímpico da Europa            | 27–29 de março de 1996               | Copenhague    | 1     | Rússia         |  |
| Pré-Olímpico da Ásia e da Oceania | 12–21 de abril de 1996               | Seul e Tóquio | 1     | Coreia do Sul  |  |
| Qualificatório Mundial            | 3–5 de maio de 1996                  | Espinho       | 1     | Bulgária       |  |
| Qualificatório Mundial            | 3–5 de maio de 1996                  | Munique       | 1     | Iugoslávia     |  |
| Qualificatório Mundial            | 3–5 de maio de 1996                  | Patras        | 1     | Polônia        |  |
| Total                             |                                      |               | 12    |                |  |

## Composição dos grupos
| Grupo A                    | Grupo B           |
| -------------------------- | ----------------- |
| Estados Unidos (País-sede) | Itália (1)        |
| Brasil (3)                 | Países Baixos (2) |
| Cuba (4)                   | Rússia (5)        |
| Argentina (7)              | Coreia do Sul (6) |
| Bulgária (8)               | Tunísia (9)       |
| Polônia (23)               | Iugoslávia (10)   |

## Fase de grupos
Na fase de grupos, as seleções jogaram entre si repartidas em dois grupos de seis equipas cada. Os quatro melhores apuraram-se para as quartas de final.
- Placar de 3–0 ou 3–1: 3 pontos para o vencedor, nenhum para o perdedor;
- Placar de 3–2: 2 pontos para o vencedor, 1 para o perdedor.

### Grupo A
|  | Equipes classificadas para as quartas de final |

|     |                |     | Jogos | Jogos | Jogos | Resultados | Resultados | Resultados | Resultados | Resultados | Resultados | Sets | Sets | Sets  | Pontos | Pontos | Pontos |
| Pos | Equipe         | Pts | T     | V     | D     | 3–0        | 3–1        | 3–2        | 2–3        | 1–3        | 0–3        | V    | P    | R     | V      | P      | R      |
| --- | -------------- | --- | ----- | ----- | ----- | ---------- | ---------- | ---------- | ---------- | ---------- | ---------- | ---- | ---- | ----- | ------ | ------ | ------ |
| 1   | Cuba           | 11  | 5     | 4     | 1     | 3          | 0          | 1          | 0          | 0          | 1          | 12   | 5    | 2.400 | 233    | 191    | 1.220  |
| 2   | Brasil         | 9   | 5     | 3     | 2     | 3          | 0          | 0          | 0          | 1          | 1          | 10   | 6    | 1.667 | 210    | 187    | 1.123  |
| 3   | Bulgária       | 8   | 5     | 3     | 2     | 2          | 0          | 1          | 0          | 1          | 1          | 10   | 8    | 1.250 | 225    | 212    | 1.061  |
| 4   | Argentina      | 9   | 5     | 3     | 2     | 0          | 3          | 0          | 0          | 0          | 2          | 9    | 9    | 1,000 | 222    | 225    | 0.987  |
| 5   | Estados Unidos | 8   | 5     | 2     | 3     | 2          | 0          | 0          | 2          | 0          | 1          | 10   | 9    | 1.111 | 241    | 233    | 1.034  |
| 6   | Polônia        | 0   | 5     | 0     | 5     | 0          | 0          | 0          | 0          | 1          | 4          | 1    | 15   | 0.067 | 151    | 234    | 0.645  |

Ordenamento da classificação: 1) Número de vitórias; 2) Pontos; 3) Razão de sets; 4) Razão de pontos; 5) Confronto direto.
| 21 de julho | 16:00 | Bulgária       | - | Cuba           | 0 - 3 | (9-15,7-15,7-15)               |
| 21 de julho | 19:30 | Polónia        | - | Estados Unidos | 0 - 3 | (13-15,6-15,8-15)              |
| 21 de julho | 19:30 | Brasil         | - | Argentina      | 1 - 3 | (15-9,8-15,14-16,6-15)         |
| 23 de julho | 10:00 | Brasil         | - | Bulgária       | 0 - 3 | (11-15,13-15,8-15)             |
| 23 de julho | 16:00 | Argentina      | - | Estados Unidos | 0 - 3 | (7-15,8-15,11-15)              |
| 23 de julho | 19:30 | Cuba           | - | Polónia        | 3 - 0 | (15-13,15-2,15-3)              |
| 25 de julho | 10:00 | Bulgária       | - | Argentina      | 1 - 3 | (10-15,8-15,15-11,10-15)       |
| 25 de julho | 16:00 | Polónia        | - | Brasil         | 0 - 3 | (7-15,11-15,8-15)              |
| 25 de julho | 19:30 | Estados Unidos | - | Cuba           | 2 - 3 | (15-4,9-15,16-14,8-15,16-18)   |
| 27 de julho | 16:00 | Argentina      | - | Cuba           | 0 - 3 | (10-15,12-15,9-15)             |
| 27 de julho | 16:00 | Bulgária       | - | Polónia        | 3 - 0 | (15-4,15-10,15-7)              |
| 27 de julho | 19:30 | Brasil         | - | Estados Unidos | 3 - 0 | (15-11,15-11,15-7)             |
| 29 de julho | 10:00 | Polónia        | - | Argentina      | 1 - 3 | (15-7,15-17,10-15,9-15)        |
| 29 de julho | 19:30 | Estados Unidos | - | Bulgária       | 2 - 3 | (11-15,15-13,15-11,5-15,12-15) |
| 29 de julho | 19:30 | Cuba           | - | Brasil         | 0 - 3 | (11-15,10-15,11-15)            |

### Grupo B
|  | Equipes classificadas para as quartas de final |

|     |               |     | Jogos | Jogos | Jogos | Resultados | Resultados | Resultados | Resultados | Resultados | Resultados | Sets | Sets | Sets  | Pontos | Pontos | Pontos |
| Pos | Equipe        | Pts | T     | V     | D     | 3–0        | 3–1        | 3–2        | 2–3        | 1–3        | 0–3        | V    | P    | R     | V      | P      | R      |
| --- | ------------- | --- | ----- | ----- | ----- | ---------- | ---------- | ---------- | ---------- | ---------- | ---------- | ---- | ---- | ----- | ------ | ------ | ------ |
| 1   | Itália        | 15  | 5     | 5     | 0     | 5          | 0          | 0          | 0          | 0          | 0          | 15   | 0    | MAX   | 225    | 138    | 1.630  |
| 2   | Países Baixos | 12  | 5     | 4     | 1     | 4          | 0          | 0          | 0          | 0          | 1          | 12   | 3    | 4,000 | 209    | 131    | 1.595  |
| 3   | Iugoslávia    | 9   | 5     | 3     | 2     | 1          | 2          | 0          | 0          | 0          | 2          | 9    | 8    | 1.125 | 215    | 191    | 1.126  |
| 4   | Rússia        | 6   | 5     | 2     | 3     | 2          | 0          | 0          | 0          | 1          | 2          | 7    | 9    | 0.778 | 196    | 201    | 0.975  |
| 5   | Coreia do Sul | 3   | 5     | 1     | 4     | 1          | 0          | 0          | 0          | 0          | 4          | 3    | 12   | 0.250 | 156    | 198    | 0.788  |
| 6   | Tunísia       | 0   | 5     | 0     | 5     | 0          | 0          | 0          | 0          | 1          | 4          | 1    | 15   | 0.067 | 98     | 240    | 0.408  |

Ordenamento da classificação: 1) Número de vitórias; 2) Pontos; 3) Razão de sets; 4) Razão de pontos; 5) Confronto direto.
| 21 de julho | 10:00 | Tunísia       | - | Países Baixos | 0 - 3 | (4-15,4-15,2-15)          |
| 21 de julho | 10:00 | Coreia do Sul | - | Itália        | 0 - 3 | (13-15,12-15,8-15)        |
| 21 de julho | 16:00 | Iugoslávia    | - | Rússia        | 3 - 1 | (10-15,15-13,15-10,15-11) |
| 23 de julho | 10:00 | Rússia        | - | Países Baixos | 0 - 3 | (9-15,9-15,9-15)          |
| 23 de julho | 16:00 | Itália        | - | Tunísia       | 3 - 0 | (15-9,15-5,15-1)          |
| 23 de julho | 19:30 | Iugoslávia    | - | Coreia do Sul | 3 - 0 | (15-5,15-6,16-14)         |
| 25 de julho | 10:00 | Países Baixos | - | Itália        | 0 - 3 | (8-15,8-15,13-15)         |
| 25 de julho | 16:00 | Tunísia       | - | Iugoslávia    | 1 - 3 | (4-15,17-15,3-15,3-15)    |
| 25 de julho | 19:30 | Coreia do Sul | - | Rússia        | 0 - 3 | (8-15,4-15,14-16)         |
| 27 de julho | 10:00 | Rússia        | - | Itália        | 0 - 3 | (11-15,6-15,12-15)        |
| 27 de julho | 10:00 | Iugoslávia    | - | Países Baixos | 0 - 3 | (7-15,6-15,9-15)          |
| 27 de julho | 19:30 | Coreia do Sul | - | Tunísia       | 3 - 0 | (15-4,15-6,15-6)          |
| 29 de julho | 10:00 | Itália        | - | Iugoslávia    | 3 - 0 | (15-12,15-8,15-12)        |
| 29 de julho | 16:00 | Tunísia       | - | Rússia        | 0 - 3 | (9-15,10-15,11-15)        |
| 29 de julho | 16:00 | Países Baixos | - | Coreia do Sul | 3 - 0 | (15-4,15-11,15-12)        |

## Fase final
Na fase final as seleções disputaram, no máximo, mais três jogos (para as equipas que discutiram as medalhas), em formato de eliminatória.
|  | Quartas de final | Quartas de final |               |            | Semifinal           | Semifinal           |  |  | Final       | Final |
|  |                  |                  |               |            |                     |                     |  |  |             |       |
|  | 31 de julho      |                  |               |            |                     |                     |  |  |             |       |
|  |                  |                  |               |            |                     |                     |  |  |             |       |
|  | Cuba             | 0                |               |            |                     |                     |  |  |             |       |
|  | Cuba             | 0                | 2 de agosto   |            |                     |                     |  |  |             |       |
|  | Rússia           | 3                |               |            |                     |                     |  |  |             |       |
|  | Rússia           | 3                | Rússia        | 0          |                     |                     |  |  |             |       |
|  | 31 de julho      |                  | Rússia        | 0          |                     |                     |  |  |             |       |
|  |                  | Países Baixos    | 3             |            |                     |                     |  |  |             |       |
|  | Bulgária         | Países Baixos    | 3             | 1          |                     |                     |  |  |             |       |
|  | Bulgária         |                  | 4 de agosto   | 1          |                     |                     |  |  |             |       |
|  | Países Baixos    | 3                |               |            |                     |                     |  |  |             |       |
|  | Países Baixos    | 3                | Países Baixos | 3          |                     |                     |  |  |             |       |
|  | 31 de julho      |                  | Países Baixos | 3          |                     |                     |  |  |             |       |
|  |                  | Itália           | 2             |            |                     |                     |  |  |             |       |
|  | Brasil           | Itália           | 2             | 2          |                     |                     |  |  |             |       |
|  | Brasil           | 2 de agosto      |               | 2          |                     |                     |  |  |             |       |
|  | Iugoslávia       | 3                |               |            |                     |                     |  |  |             |       |
|  | Iugoslávia       | 3                | Iugoslávia    | 1          | Disputa pelo bronze | Disputa pelo bronze |  |  |             |       |
|  | 31 de julho      |                  | Iugoslávia    | 1          | Disputa pelo bronze | Disputa pelo bronze |  |  |             |       |
|  |                  | Itália           | 3             |            |                     |                     |  |  |             |       |
|  | Argentina        | Itália           | 3             | 1          | Rússia              | 1                   |  |  |             |       |
|  | Argentina        |                  |               | 1          | Rússia              | 1                   |  |  |             |       |
|  | Itália           | 3                |               | Iugoslávia | 3                   |                     |  |  |             |       |
|  | Itália           | 3                |               |            | 3                   |                     |  |  |             |       |
|  |                  |                  |               |            |                     |                     |  |  | 4 de agosto |       |
|  |                  |                  |               |            |                     |                     |  |  |             |       |

Quartas de final
| 31 de julho | 13:30 | Cuba      | - | Rússia        | 0 - 3 | (13-15,15-17,11-15)          |
| 31 de julho | 13:30 | Bulgária  | - | Países Baixos | 1 - 3 | (14-16,15-9,3-15,13-15)      |
| 31 de julho | 19:30 | Brasil    | - | Iugoslávia    | 2 - 3 | (6-15,5-15,15-8,16-14,10-15) |
| 31 de julho | 19:30 | Argentina | - | Itália        | 1 - 3 | (15-12,9-15,7-15,4-15)       |

Classificação 5º-8º lugar
| 1 de agosto | 8:00 | Brasil | - | Argentina | 3 - 1 | (15-10,15-3,13-15,15-9)  |
| 1 de agosto | 8:00 | Cuba   | - | Bulgária  | 3 - 1 | (15-4,15-12,16-17,15-12) |

7º-8º lugar
| 2 de agosto | 12:00 | Bulgária | - | Argentina | 3 - 2 | (15-10,15-10,7-15,7-15,20-18) |

5º-6º lugar
| 2 de agosto | 12:00 | Cuba | - | Brasil | 0 - 3 | (12-15,14-16,14-16) |

Semifinais
| 2 de agosto | 19:30 | Rússia     | - | Países Baixos | 0 - 3 | (6-15,6-15,10-15)      |
| 2 de agosto | 19:30 | Iugoslávia | - | Itália        | 1 - 3 | (12-15,15-8,6-15,7-15) |

Disputa pelo bronze
| 4 de agosto | 12:00 | Rússia | - | Iugoslávia | 1 - 3 | (8-15,15-7,8-15,9-15) |

Final
| 4 de agosto | 14:00 | Países Baixos | - | Itália | 3 - 2 | (15-12,9-15,16-14,9-15,17-15) |

## Classificação final
Esta foi a classificação final do torneio:
| Pos.              | Equipe         |
| ----------------- | -------------- |
| Medalha de ouro   | Países Baixos  |
| Medalha de prata  | Itália         |
| Medalha de bronze | Iugoslávia     |
| 4                 | Rússia         |
| 5                 | Brasil         |
| 6                 | Cuba           |
| 7                 | Bulgária       |
| 8                 | Argentina      |
| 9                 | Coreia do Sul  |
| 10                | Estados Unidos |
| 11                | Polônia        |
| 12                | Tunísia        |

## Melhores jogadores
Estes foram considerados os melhores jogadores do torneio:
- Most Valuable Player (MVP)

 Bas van de Goor
- Melhor bloqueador

 Nikolay Jeliazkov
- Melhor servidor

 Marcos Milinkovic
- Melhor atacante

 Bas van de Goor